# Richard Palais
Richard Sheldon Palais (né le 22 mai 1931 à Lynn, Massachusetts ) est un mathématicien américain qui travaille en géométrie différentielle et analyse globale.

## Biographie

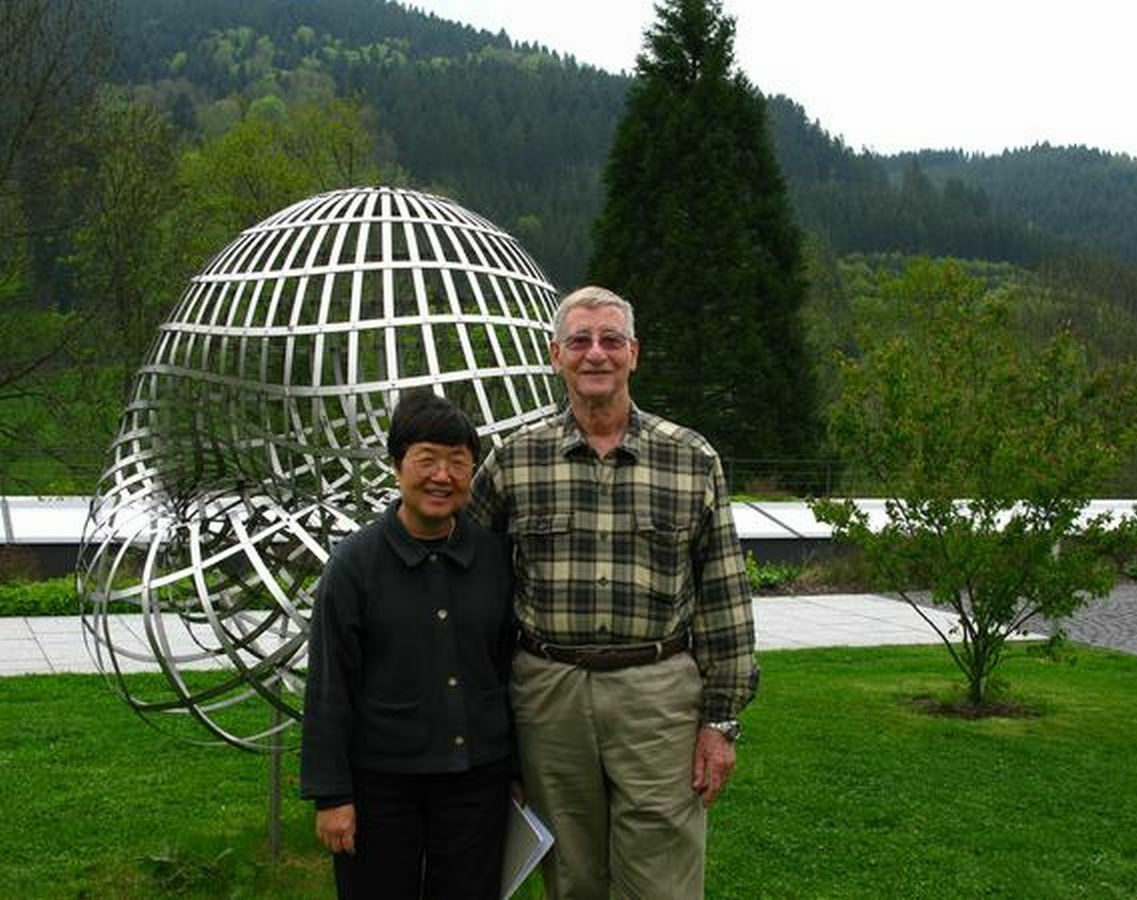
Richard Palais et Chuu-Lian Terng en 2010 à Oberwolfach.

de Palais étudie à l'université Harvard, où obtient son baccalauréat en 1952, sa maîtrise en 1954 et son Ph. D. en 1956 sous la direction de  Andrew M. Gleason et George Mackey (titre de la thèse : « A Global Formulation of the Lie Theory of Transformation Groups », publiée dans les Memoir of the American Mathematical Society en 1957). De 1956 à 1958, il est instructeur à l'université de Chicago ; de 1958 à 1960 il est chercheur à l'Institute for Advanced Study (ainsi qu'en 1963/64, 1968/69, 1974/75).
À partir de 1960, il est en poste à l'université Brandeis d'abord comme professeur assistant, puis en 1962 comme professeur associé et à partir de 1965 en tant que professeur. De 1966 à 1968, il est président du département de mathématiques. Il est resté à Brandeis jusqu'à sa retraite en 2003.
De 1976 à 1978, il est professeur invité à l'université de Californie à Santa Cruz et professeur invité en 1981/82 au Institut Max-Planck de mathématiques de Bonn. En 1984/85, il est membre du Mathematical Sciences Research Institute de Berkeley et professeur invité en 1987 au Nankai Institute of Mathematics de Tianjin. Depuis 2004, il est professeur adjoint à l'université de Californie à Irvine, où il développe un logiciel de visualisation des mathématiques.
Richard Palais travaille en géométrie différentielle, théorie des groupes de transformation compacts et différentiables, la géométrie des sous-variétés, la théorie de Morse, l'analyse globale non linéaire ; il a également travaillé en théorie des solitons et en visualisation des mathématiques. Il est connu pour le  « principe de criticalité symétrique », le théorème de Mostow-Palais (en), le  théorème de Lie-Palais (en), le lemme de Morse-Palais (en) Morse–Palais lemma, et la condition de Palais-Smale.
Il est marié avec la mathématicienne Chuu-Lian Terng, professeure à la Northeastern University et maintenant également à Irvine.

## Distinctions
De 1965 à 1967, Richard Palais était Sloan Research Fellow. En 1970, il est conférencier invité au congrès international des mathématiciens de Nice (Banach manifolds of fiber bundle sections). De 1971 à 1978, il a été administrateur de l'American Mathematical Society. De 1965 à 1982, il a été rédacteur en chef du Journal of Differential Geometry et de 1966 à 1969 des Transactions de l'American Mathematical Society. En 1979, il a été cofondateur et président du groupe d'utilisateurs. Il est membre de l'American Mathematical Society.  En 2010 il est lauréat du  Prix Halmos-Ford.
Parmi ses doctorants, il y a Karen Uhlenbeck, Leslie Lamport et Edward Bierstone (en).

## Publications (sélection)

### Livres
Comme éditeur : 
- Richard Palais (éditeur), Seminar on the Atiyah-Singer Index Theorem, Princeton University Press, coll. « Annals of Mathematical Studies » (no 4), 1964 (présentation en ligne).

Comme auteur :
- A Global Formulation of the Lie Theory of Transformation Groups, American Mathematical Society, coll. « Memoirs AMS », 1957
- The classification of G-Spaces, American Mathematical Society, coll. « Memoirs AMS », 1960
- Foundations of Global Nonlinear Analysis, Benjamin, 1968
- The geometrization of physics, Tsinghua University Press, 1981
- Real algebraic differential topology, Publish or Perish, 1981
- avec Chuu-Lian Terng, Critical point theory and submanifold geometry, Springer, coll. « Lecture Notes in Mathematics » (no 1353), 1988

### Articles
- avec Stephen Smale, « A generalized Morse theory », Bulletin of the American Mathematical Society, vol. 70,‎ 1964, p. 165-172.
- « Morse Theory on Hilbert Manifolds », Topology, vol. 2,‎ 1963, p. 299–340.
- « The Symmetries of Solitons », Bulletin. Amer. Math. Soc., vol. 34, no 4,‎ 1997, p. 339-403.
- « Linear and Nonlinear Waves and Solitons », dans T. Gower (éditeur), The Princeton Companion to Mathematics, Princeton University Press, 2008 (lire en ligne), p. 234-239
- « The Visualization of Mathematics: Towards a Mathematical Exploratorium », Notices Amer. Math. Soc., vol. 46, no 6,‎ juin-juillet 1997.
- « A Simple Proof of the Banach Contraction Principle », The Journal for Fixed Point Theory and its Applications, vol. 2,‎ 2007, p. 221–223 (DOI 10.1007/s11784-007-0041-6, présentation en ligne).